# Harry Schell

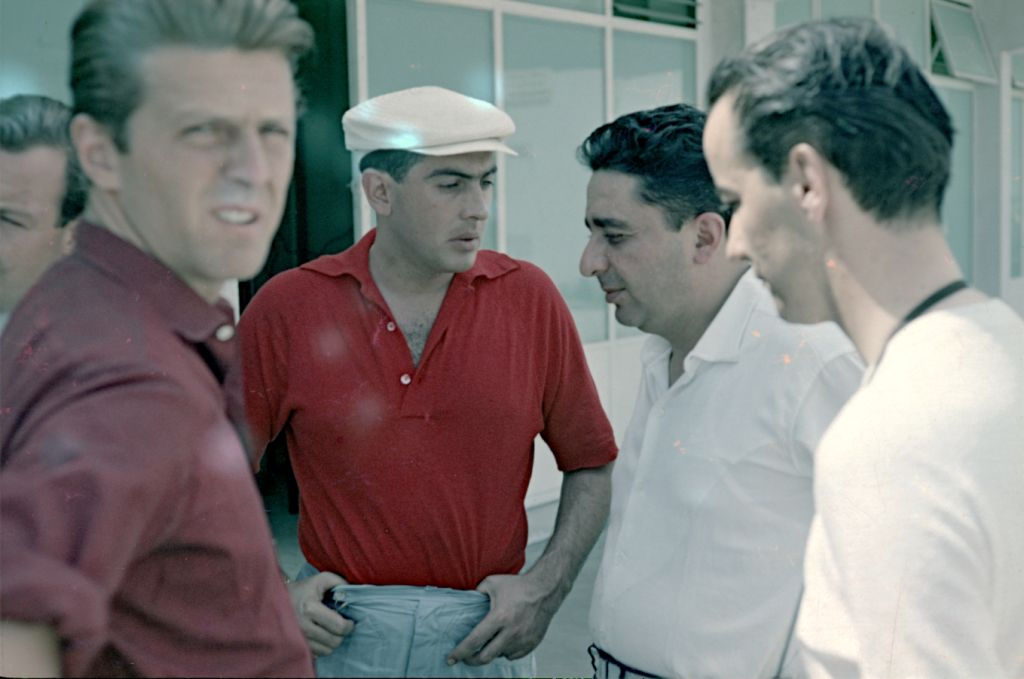
Harry Schell (rechts) in 1957

Henry O'Reilly Schell (Parijs, 29 juni 1921 - Silverstone, 13 mei 1960) was een Amerikaans autocoureur.
Tussen 1950 en 1960 nam hij deel aan 56 Grands Prix Formule 1 voor de teams Cooper, Talbot-Lago, Maserati, Gordini, Ferrari, Vanwall en BRM en scoorde hierin twee podiumplaatsen en 32 WK-punten. Hij overleed in een training voor de International Trophy toen hij crashte op het circuit van Silverstone.